# Bulgur Palas
Il Bulgur Palas ("palazzo Bulgur" in Italiano), originariamente noto come Dimora di Bolulu Habip Bey (in turco Bolulu Habip Bey Konağı) è un palazzo storico situato a Istanbul, in Turchia. Dopo l'acquisizione da parte della Municipalità Metropolitana di Istanbul nel 2021, è stato restaurato e riqualificato dotandolo di una biblioteca e trasformandolo in un centro culturale ad uso pubblico.

## Ubicazione
Il Bulgur Palas si trova sulla collina di Kocamustafapaşa, una delle sette colline di Istanbul, in località Kargı Çıkmazı 5, ad Aksaray, nel distretto di Fatih, a Istanbul, in Turchia.

## Storia
L'edificio fu commissionato da Mehmet Habip Bey (1878-1926), militare e deputato di Bolu del Comitato Unione e Progresso nel Parlamento ottomano della seconda era costituzionale (1908-1920), e progettato nel 1912 da Giulio Mongeri (1873-1951), architetto levantino di origine italiana.  La costruzione del palazzo, chiamata anche magione di Bolulu Habip Bey, venne finanziata col commercio di grano e bulgur, un prodotto alimentare a base di frumento decorticato, durante la prima guerra mondiale.
Habip Bey fu arrestato dopo l'Armistizio di Mudros nel 1918 ed esiliato a Malta nel 1919, lasciando la costruzione incompiuta. A seguito delle difficoltà finanziarie incontrate in quel periodo, la casa fu ipotecata presso la Banca Ottomana come garanzia per un prestito. Dopo la sua morte improvvisa nel 1926 per un attacco di cuore, l'edificio fu trasferito alla Banca Ottomana come garanzia per i debiti della famiglia. Per un certo periodo di tempo, il palazzo fu utilizzato come archivio della banca e i suoi tre appartamenti come residenze per i dipendenti della banca e le loro famiglie. Una stanza al piano inferiore venne occupata da una voliera per centinaia di canarini domestici, probabilmente allevati per allietare le filiali della Banca Ottomana. L'edificio fu poi abbandonato.
Nel 1955, il palazzo fu saccheggiato durante il pogrom d'Istanbul a causa delle famiglie non musulmane che vi abitavano all'epoca e del carattere non turco della Banca Ottomana. L'edificio rimase di proprietà della Banca Ottomana e passò nel 2001 alla proprietà della Garanti Bank, che aveva acquisito la Banca Ottomana. Nel 2021, la Municipalità Metropolitana di Istanbul acquistò il Bulgur Palas, e iniziò i lavori di restauro dell'edificio, con l'intenzione di aprirlo al pubblico come centro di documentazione, archivio, biblioteca, sala espositiva e caffè. Il Bulgur Palas è stato aperto ai visitatori il 28 febbraio 2024.

## Architettura
Il progetto di Mongeri presenta influssi del Primo movimento architettonico nazionale. L'edificio è composto da tre piani e un mezzanino. Secondo l'attuale proprietario, l'edificio ha cinque piani. C'è anche una terrazza di osservazione. Il corpo principale dell'edificio è costruito con mattoni rossi non intonacati, e solo la parte con le torri è intonacata. Intorno al tetto a cupola, in cima, si trova un piano senza ringhiere, il tipico "cappello" delle costruzioni ottomane. Il palazzo è circondato da mura estremamente alte.
Il Bulgur Palas dispone di 3 750 m² di spazio coperto in 81 ambienti indipendenti, un'area aperta di 1 750 m², una dependance di 1 000 m² e una vasca ornamentale di 9 m². La sezione della biblioteca, di recente istituzione e con una capienza di 150 posti, contiene circa 25 000 libri e documenti.

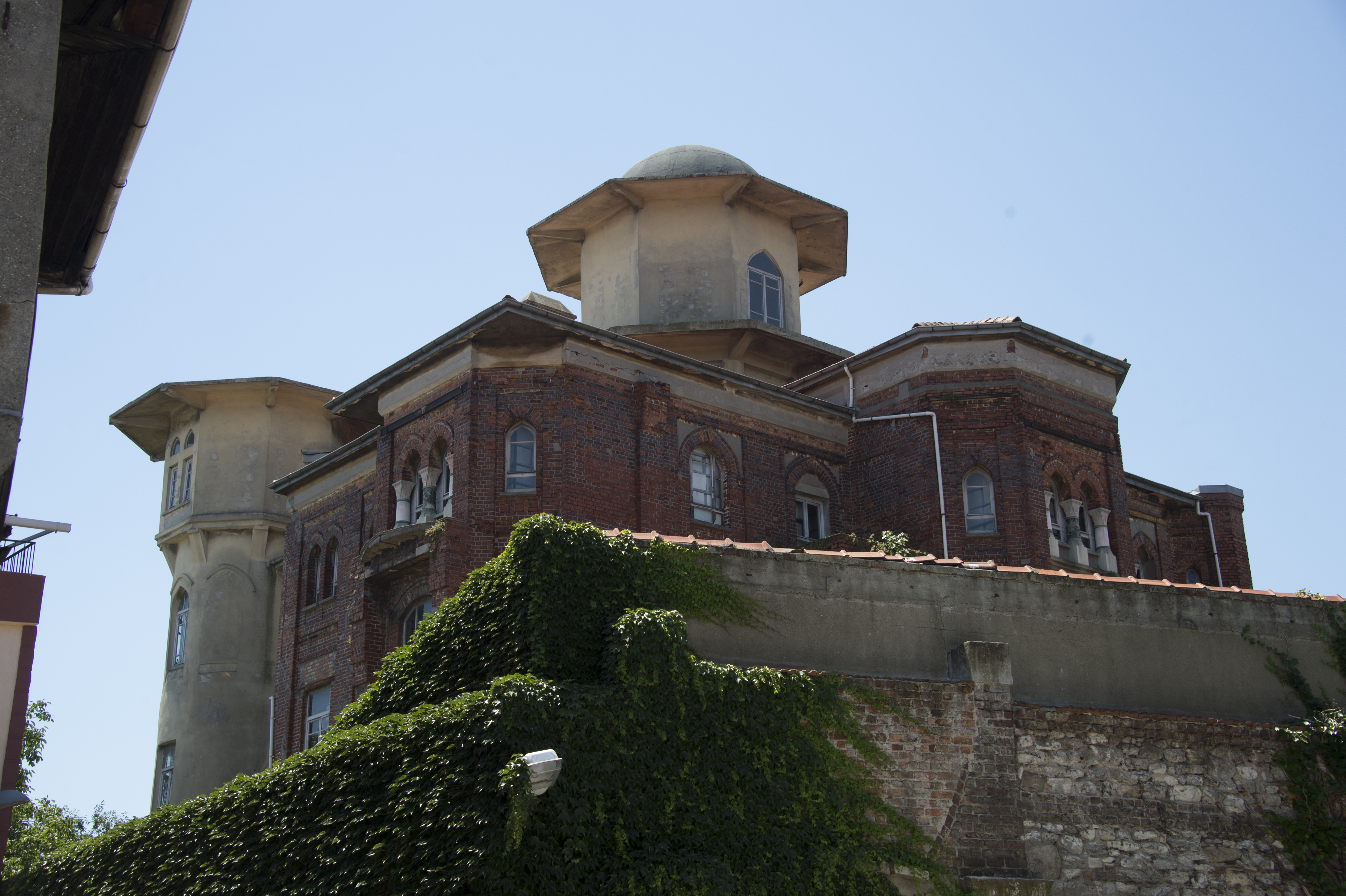
Il Bulgur Palas a giugno 2015
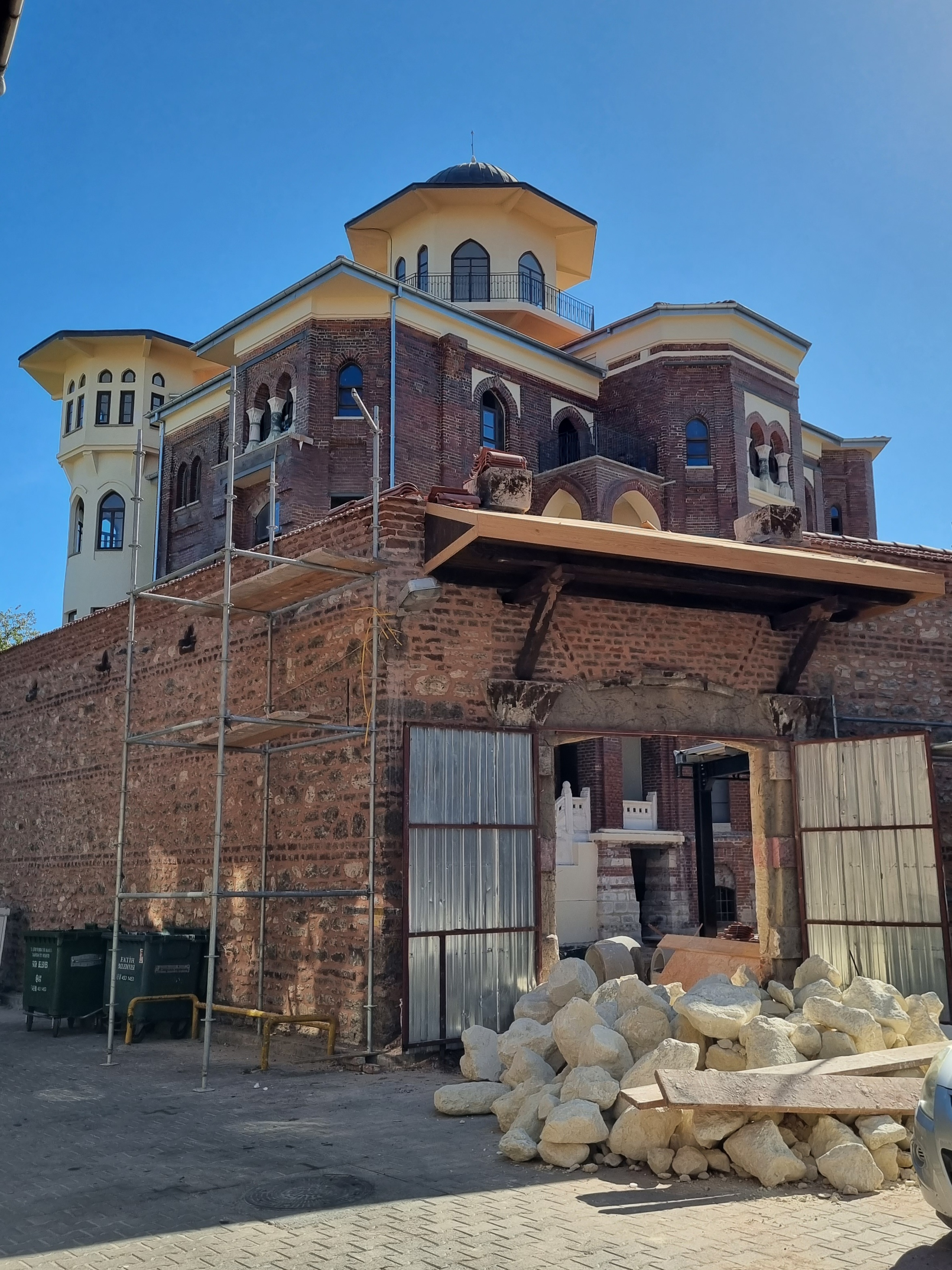
L'edificio durante il restauro a Settembre 2023